# 障害者就業・生活支援センター
障害者就業・生活支援センター（しょうがいしゃしゅうぎょう・せいかつしえんセンター）は、「障害者の雇用の促進等に関する法律」第27条から第33条に基づき、就業面と生活面の一体的な相談・支援を行うため、日本各地に設置されている機関。通称なかぽつ、就ぽつ。

## 概要
日常生活の自己管理に関する支援や助言、衣食住を安定させるための支援や制度の紹介を、身体障害、知的障害、精神障害、難病などの障害がある、この機関のある地域に住む人に対して行う。
就職の際にはハローワークの求人のマッチングなど就職活動を手伝い、就職後の定着支援までを行う。時には一般枠の求人を障害を公表して応募できるように、企業と交渉する場合もある。
この機関は、障害者職業総合センターからの助言、指導、援助を受けて運営される。